# María de Saboya (1556-1580)
María de Saboya fue la esposa de Filippo I d'Este e hija legitimada de Manuel Filiberto de Saboya y Laura Crevola. Fue señora de San Martín, no llegando a ser marquesa por haber fallecido antes de la elevación de su cónyuge.

## Biografía
Tuvo un único hermano legitimó que sucedió a su padre, Carlos Manuel I de Saboya y algunos hermanos ilegítimos como ella.
El 20 de enero de 1570 se casó con Felipe I de Este, señor de San Martino y marqués de Borgomanero y Porlezza, aportándole como dote el territorio de Crevacuore, que luego fue intercambiado por el marquesado de Lanzo con las otras tierras del Valle et Castellata [...].
De su matrimonio nacieron seis hijos:
- Beatriz Matilde (1570-1609 o 1611[4]), casada el 8 de junio de 1602 con Ferrante, hijo de Hipólito I Bentivoglio, marqués de Gualtieri y Magliano (?-1619). Con descendencia.
- Carlos Filiberto I (1571 - 1652), 2.º marqués de San Martino en Río, 3.º marqués de Borgomanero y Porlezza, 1.º marqués de Santa Cristina y 4.º conde de Corteolona. Se casó con Luisa de Cárdenas y tras enviudar, con Livia de Marini Castagna, pero no tuvo descendencia.
- Segismundo (1572 - 1628), segundo marqués de Lanzo, casado con Francisca Charledes de Antel de Hostel, con descendencia.
- Alfonso (1573 - 1623), Comendador de San Juan del Cantón de Módena de la Orden de Jerusalén.
- Margarita (1574 - ?).

De sus hijos primogénito Carlos Filiberto fue el heredero de su padre, del señorío de San Martín y de las jurisdicciones anexas, junto con el Marquesado de Borgomanero y de Porlezza y los otros títulos en el área de Pavía, mientras que el tercero Segismundo debía heredar de María el Marquesado de Lanzo, permaneciendo en la corte de Saboya.
María murió el 28 de octubre de 1580 en Turín. En el siglo XIX, a petición del rey Carlos Alberto de Cerdeña, su cuerpo fueron trasladado a la Abadía de San Miguel.